# Universidade Internacional Tóquio
A Universidade Internacional Tóquio (東京国際大学, tokyo international university) é uma universidade privada japonesa, localizada no bairro de Kawagoe, em Região Metropolitana de Tóquio. Comumente abreviada como TIU, tanto no Japão como no exterior, a universidade foi fundada no ano de 1965 e segue um currículo de Artes Liberais.